# János Szabó (powstaniec)

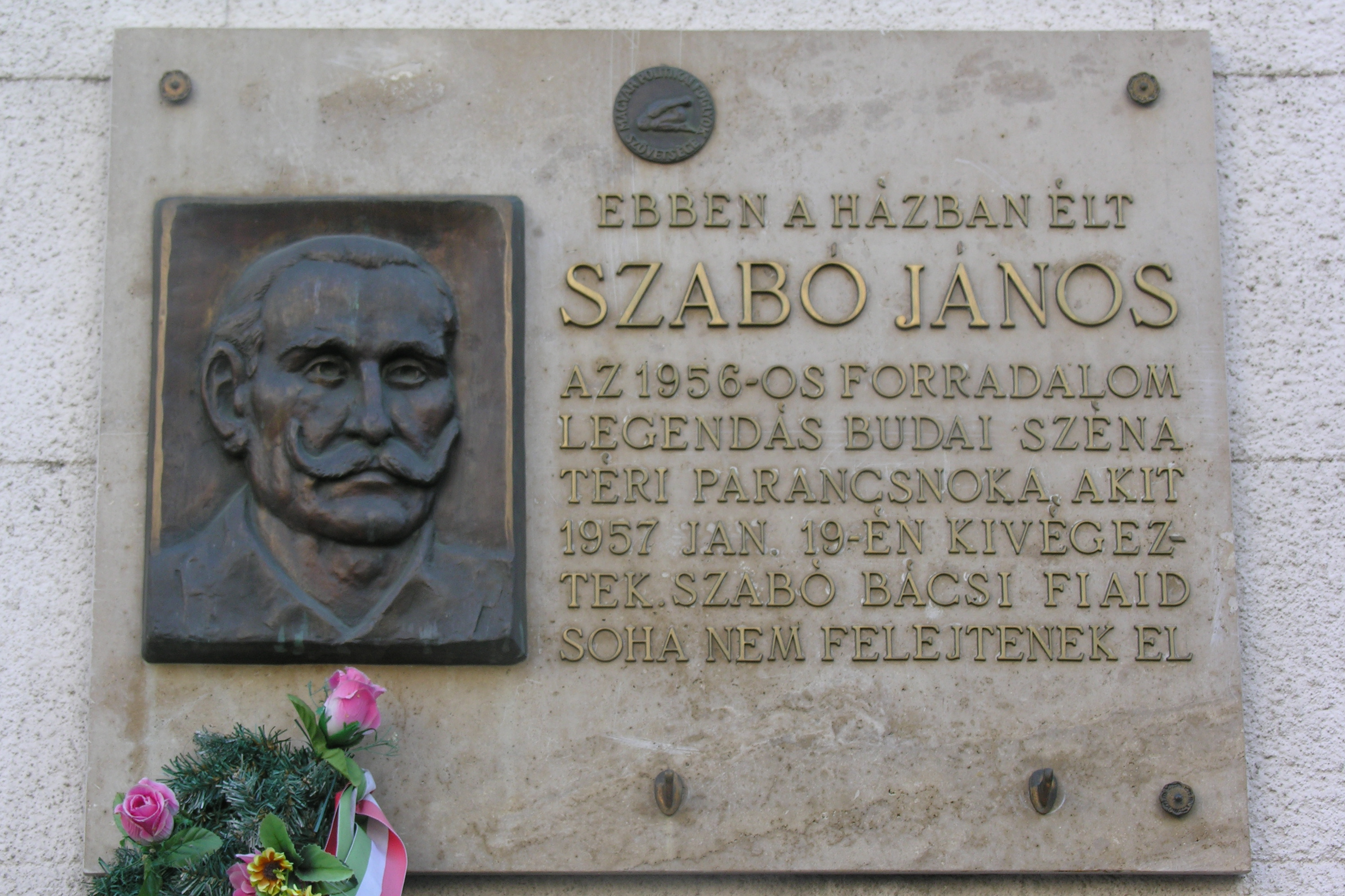
János Szabó

János Szabó, znany także jako „Wujek Szabó” (ur. 17 listopada 1897, zm. 19 stycznia 1957 w Budapeszcie) – węgierski rewolucjonista.
Pracował jako kierowca ciężarówki. W październiku i listopadzie 1956 uczestniczył w powstaniu węgierskim jako dowódca powstańców na placu Széna. Po stłumieniu rewolucji został postawiony przed sądem, który skazał go na śmierć. Został stracony.